# Escuela Politécnica Superior de Belmez
La Escuela Politécnica Superior de Belmez (EPSB) es un centro de enseñanza universitaria situado el municipio español de Belmez, en la provincia de Córdoba, comunidad autónoma de Andalucía. Se encuentra situado en el único campus que la Universidad de Córdoba tiene fuera de la capital, pues este se encuentra a 70 kilómetros de la ciudad de Córdoba.

## Historia
Fue fundada en 1924 con el nombre de «Escuela Práctica de Obreros Mineros» (en 1930 sería reclasificada como «Escuela Técnica») y hasta 1973 dependió de la Universidad de Sevilla. En ese año pasó a formar parte de la recién fundada Universidad de Córdoba. En 1977 la Escuela se trasladó a su actual ubicación y dejó su anterior edificio, que ahora es el consultorio médico de Belmez.

## Titulaciones
La Escuela Politécnica de Belmez ofrece los siguientes estudios adaptados al Espacio Europeo de Educación Superior:
- Grados en :
  - Ingeniería civil
  - Ingeniería en Recursos Energéticos y Mineros
- Máster en:
  - Ingeniería de Minas

Además de las siguientes ingenierías técnicas para alumnos de cursos anteriores a 2010:
- Ingeniería Técnica de Obras Públicas (Especialidad Construcciones Civiles).
- Ingeniería Técnica de Minas (Especialidad Explotación de Minas).
- Un itinerario Conjunto de 4 años que engloba los estudios de Obras Públicas y Minas.

## Convenios internacionales
El Centro viene apoyando una política de movilidad por parte del alumnado, tanto a nivel nacional como internacional. En este sentido participa en los programas de intercambio SICUE-SÉNECA, SÓCRATES-ERASMUS y PIMA.
Dentro de estos programas, tiene firmado convenios a nivel nacional con las siguientes Universidades y Centros (programa SICUE-SÉNECA):
- Universidad de León (Escuela Universitaria de Ingeniería Técnica Minera).
- Universidad de Jaén (Escuela Universitaria Politécnica de Linares).
- Universidad de Huelva (Escuela Politécnica Superior).
- Universidad de Cantabria (Escuela Universitaria de Ingeniería Técnica Minera de Torrelavega).
- Universidad Politécnica de Cataluña (Escuela Universitaria Politécnica de Manresa).
- Universidad de Salamanca (Escuela Politécnica Superior de Zamora).
- Universidad Politécnica de Valencia (Escuela Técnica Superior de Ingenieros de Caminos, Canales y Puertos).
- Universidad del País Vasco.

Y a nivel Internacional (programas SOCRATES-ERASMUS y PIMA) con:
- École Supérieure d'Ingénieurs des Travaux de la Construction de Caen (Francia).
- Universite la Rochelle (Francia).
- Universite Potiers (Francia).
- Escuela Técnica de Copenhague (Dinamarca).
- Universitá Degli Studi di Trento. Facolté di Ingegneria (Italia).
- Universitá Degli Studi di Triestre (Italia).
- Transilvania University of Brasov (Rumanía).
- Bialystok Technical University (Polonia).
- Instituto Politécnico de Guarda (Portugal).
- Universidad Nacional de San Juan (Argentina).
- Universidad Nacional de Catamarca (Argentina).
- Pontificia Universidad Católica de Perú.
- Universidad Central de Venezuela.
- Universidad de Sonora (México).
- Universidad de Santiago de Chile.
- Universidad Nacional de Colombia.

Y sobre la base de dichos convenios los alumnos vienen realizando parte de su formación en dichos centros y se reciben alumnos procedentes de estos.